# Black Panther (soundtrack)
Black Panther: The Album – Music from and Inspired By (nebo také Black Panther: The Album) je soundtrack k superhrdinskému filmu Black Panther. Kurátorem soundtracku byl rapper Kendrick Lamar. Nahrávání probíhalo u labelu Top Dawg Entertainment; o vydání se postarala společnost Interscope Records. Soundtrack byl vydán v únoru 2018. Vedle tohoto soundtracku s původními písněmi bylo vydáno také album filmové hudby, která se objevuje ve filmu. Tuto hudbu složil skladatel Ludwig Göransson, album Black Panther (Original Score) bylo vydáno společností Hollywood Records týden po albu Black Panther: The Album.
Na 61. předávání cen Grammy byla píseň "King's Dead" vybrána za nejlepší rapový počin. Album Black Panther (Original Score) od Ludwiga Göranssona obdrželo Grammy za nejlepší soundtrack. Obdrželo také Oscara za nejlepší filmovou hudbu. Mnoho nominací si vedle toho odnesla titulní píseň "All the Stars" (Kendrick Lamar a SZA), například čtyři nominace na cenu Grammy, nominaci na Oscara za nejlepší píseň ve filmu nebo nominaci na Zlatý glóbus za nejlepší píseň.

## Black Panther: The Album
Kurátory alba Black Panther: The Album byli rapper Kendrick Lamar a vedoucí producent Anthony Tiffith, majitel labelu Top Dawg Entertainment. Kendricka Lamara si pro soundtrack vybral režisér filmu Ryan Coogler, jelikož spatřoval podobnost témat řešených ve filmu s tématy v tvorbě Kendricka Lamara. Původně měl Lamar nahrát jen několik singlů, ale po zhlédnutí v té době natočených scén se rozhodl vytvořit kompletní album. Producentem alba se stal Sounwave, dvorní producent labelu Top Dawg Entertainment.
První singl byl vydán v lednu 2018. Byla jím píseň "All the Stars" (Kendrick Lamar se zpěvačkou SZA). Původně se singl umístil kolem 30. příčky v žebříčku Billboard Hot 100, ale po uvedení filmu do kin se vyhoupl do top 10 žebříčku. Singl je použit v závěrečných titulcích filmu. Druhým singlem byla píseň "King's Dead", kterou nahráli Jay Rock, Kendrick Lamar a Future. V únoru byl vydán třetí singl, píseň "Pray for Me", kterou Kendrick Lamar nahrál se zpěvákem The Weekndem. Píseň se objevuje ve filmu ve scéně v kasinu.
Album Black Panther: The Album bylo vydáno 9. února 2018. Debutovalo na 1. příčce žebříčku Billboard 200 a žánrových žebříčcích. V první týden prodeje se v prodalo 154 000 ks (po započítání streamů). Uspělo i mezinárodně.

### Seznam skladeb
| Pořadí         | Název                                                        | Hudba                                                              | Text | Délka |
| -------------- | ------------------------------------------------------------ | ------------------------------------------------------------------ | --- | ----- |
| 1.             | Black Panther (Kendrick Lamar)                               | Kendrick Lamar, Sounwave, Cubeatz, Schaeffer                       | Kendrick Duckworth, Mark Spears, Kevin Gomringer, Tim Gomringer, Matt Schaeffer                                            | 2:11  |
| 2.             | All the Stars (Kendrick Lamar a SZA)                         | Sounwave Al Shux                                                   | Duckworth Spears Al Shuckburgh Solána Rowe Anthony Tiffith                                                                 | 3:56  |
| 3.             | X (Schoolboy Q, 2 Chainz a Saudi)                            | Sounwave Illmind                                                   | Duckworth Spears Ramon Ibanga Quincy Hanley Tauheed Epps Anele Mbisha                                                      | 4:27  |
| 4.             | The Ways (Khalid a Swae Lee)                                 | Sounwave BadBadNotGood Lamar                                       | Duckworth Spears Matthew Tavares Chester Hansen Leland Whitty Alexander Sowinski Khalid Robinson Khalif Brown              | 3:59  |
| 5.             | Opps (Vince Staples a Yugen Blakrok)                         | Sounwave Göransson                                                 | Duckworth Spears Ludwig Göransson Vincent Staples                                                                          | 3:01  |
| 6.             | I Am (Jorja Smith)                                           | Sounwave Lamar                                                     | Duckworth Spears Jorja Smith Tobias Breuer Troy Chester                                                                    | 3:29  |
| 7.             | Paramedic! (SOB X RBE)                                       | DJ Dahi Sounwave Cubeatz                                           | Duckworth Dacoury Natche Spears K. Gomringer T. Gomringer Juwon Lee Graham Harris Wayman Barrow Jabbar Brown               | 3:39  |
| 8.             | Bloody Waters (Ab-Soul, Anderson Paak a James Blake)         | Sounwave Lamar Robin Hannibal                                      | Duckworth Spears Robin Braun Herbert Stevens James Litherland                                                              | 4:32  |
| 9.             | King's Dead (Jay Rock, Kendrick Lamar, Future a James Blake) | Mike Will Made It Teddy Walton Sounwave 30 Roc Twon Beatz AxlFolie | Duckworth Michael Williams II Travis Walton Spears Johnny McKinzie Nayvadius Wilburn Litherland Samuel Gloade Antwon Hicks | 3:50  |
| 10.            | Redemption Interlude                                         | Carter Lamar                                                       | Duckworth Hykeem Carter Zacari Pacaldo                                                                                     | 1:25  |
| 11.            | Redemption (Zacari a Babes Wodumo)                           | McKenzie Walton Scribz Riley Aaron Bow                             | Duckworth Walton Kurtis McKenzie Mike Riley Pacaldo Bongekile Simelane Mandla Maphumulo                                    | 3:42  |
| 12.            | Seasons (Mozzy, Sjava a Reason)                              | Sounwave Lamar Frank Dukes                                         | Duckworth Spears Adam Feeney Timothy Patterson Jabulani Hadebe Robert Gill                                                 | 4:02  |
| 13.            | Big Shot (Kendrick Lamar a Travis Scott)                     | Cardo Cubeatz Sounwave Schaeffer                                   | Duckworth Ronald LaTour Brock Korsan K. Gomringer T. Gomringer Spears Jacques Webster                                      | 3:42  |
| 14.            | Pray for Me (The Weeknd a Kendrick Lamar)                    | Frank Dukes Doc McKinney                                           | Abel Tesfaye Duckworth Feeney Martin McKinney                                                                              | 3:31  |
| Celková délka: | Celková délka:                                               | Celková délka:                                                     | Celková délka: | 49:19 |

## Black Panther (Original Score)
Vedle soundtracku s původními písněmi bylo vydáno také album filmové hudby, která se objevuje ve filmu. Tuto hudbu složil skladatel Ludwig Göransson, album Black Panther (Original Score) bylo vydáno společností Hollywood Records týden po albu Black Panther: The Album. Album o celkové délce 1 hod 35 min obsahuje 28 skladeb.